# 老集市广场

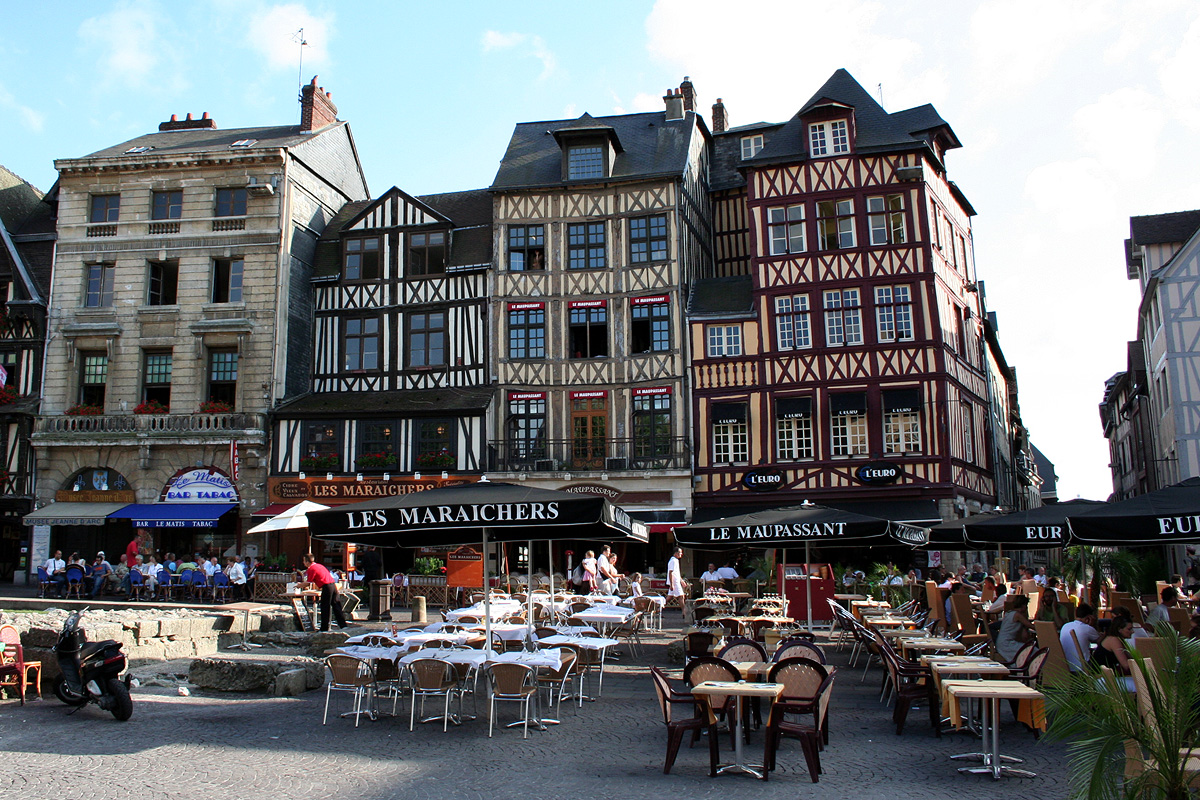
老集市广场

老集市广场（Place du Vieux-Marché）是法国鲁昂一个古老的广场，位于大时钟街西端。

## 历史
广场上有一些木桁架房屋，其中大部分实际上只是外部立面。广场上的圣Sauveur教堂毁于1793年，1979年兴建了圣女贞德教堂（Église Sainte-Jeanne-d'Arc），其造型如同海盗船和鱼。1979年5月27日由法国总统瓦勒里·季斯卡·德斯坦揭幕。
这个广场是1431年5月30日公开处决圣女贞德的地点。 
广场附近有剧作家皮埃尔·高乃依的诞生地，现在辟为皮埃尔·高乃依博物馆 (鲁昂)。